# Кокісвілл (Меріленд)
Кокісвілл (англ. Cockeysville) — переписна місцевість (CDP) в США, в окрузі Балтимор штату Меріленд. Населення — 24 184 особи (2020).

## Географія
Кокісвілл розташований за координатами 39°28′41″ пн. ш. 76°37′50″ зх. д. / 39.47806° пн. ш. 76.63056° зх. д. (39.477994, -76.630476).  За даними Бюро перепису населення США в 2010 році переписна місцевість мала площу 29,85 км², з яких 29,49 км² — суходіл та 0,36 км² — водойми.

## Демографія
Згідно з переписом 2010 року, у переписній місцевості мешкало 20 776 осіб у 9316 домогосподарствах у складі 4888 родин. Густота населення становила 696 осіб/км².  Було 10071 помешкання (337/км²).
Расовий склад населення:
| - 61,9 % — білих - 18,3 % — чорних або афроамериканців - 12,6 % — азіатів - 0,4 % — корінних американців - 3,8 % — осіб інших рас |

До двох чи більше рас належало 3,0 %. Частка іспаномовних становила 7,9 % від усіх жителів.
За віковим діапазоном населення розподілялося таким чином: 20,3 % — особи молодші 18 років, 69,2 % — особи у віці 18—64 років, 10,5 % — особи у віці 65 років та старші. Медіана віку мешканця становила 34,6 року. На 100 осіб жіночої статі у переписній місцевості припадало 94,9 чоловіків;  на 100 жінок у віці від 18 років та старших — 93,3 чоловіків також старших 18 років.
Середній дохід на одне домашнє господарство  становив 77 330 доларів США (медіана — 60 976), а середній дохід на одну сім'ю — 97 609 доларів (медіана — 77 793). Медіана доходів становила 51 193 долари для чоловіків та 44 928 доларів для жінок. За межею бідності перебувало 10,1 % осіб, у тому числі 12,1 % дітей у віці до 18 років та 7,9 % осіб у віці 65 років та старших.
Цивільне працевлаштоване населення становило 11 702 особи. Основні галузі зайнятості: освіта, охорона здоров'я та соціальна допомога — 25,7 %, науковці, спеціалісти, менеджери — 14,4 %, мистецтво, розваги та відпочинок — 11,4 %, роздрібна торгівля — 10,6 %.